# Eric Singer

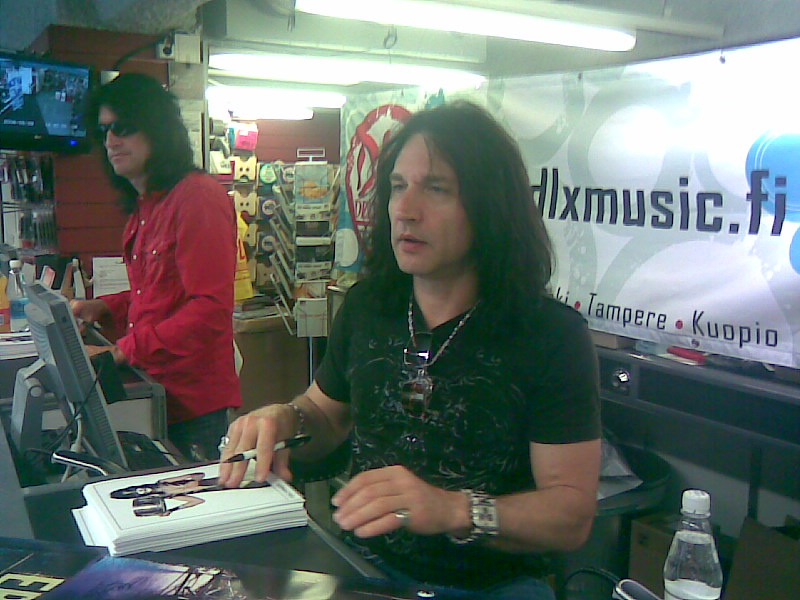
Eric Singer

Eric Doyle Mensinger, más conocido como Eric Singer (Cleveland, Ohio, Estados Unidos, 12 de mayo de 1958) es un baterista principalmente conocido por su trabajo en el grupo Kiss. Ha formado parte de diferentes bandas reconocidas, entre ellas Lita Ford, Black Sabbath, Brian May (como sustituto de Cozy Powell), Alice Cooper, Kiss y Avantasia.

## Biografía

### Trabajo con Kiss
Uno de sus más importantes desafíos como baterista fue el legado que se le permite continuar en Kiss, banda legendaria de Norteamérica fundada en 1973, la cual había contado con dos bateristas extraordinarios, Peter Criss, quien para 1980 debe dejar la agrupación para comenzar una carrera en solitario. El reemplazo inmediato es Eric Carr (Paul Charles Caravello), hijo de inmigrantes Italianos nacido el 12 de julio de 1950 en Nueva York. Eric Carr es considerado por muchos de los fanes de Kiss como el más carismático baterista de todos los tiempos de la banda, (debido a su maquillaje parecido a las manchas de un zorro); logra ganar la atención de los fanes y sustituir la imagen "The Catman" de Peter Criss. Por su parte, Eric Singer es considerado como el más técnico y hábil baterista de la banda; logrando imprimir mayor limpieza en las canciones y sobre todo, en los tempranos noventa; un toque más "heavy" a la música de la banda.
En la gira del álbum Hot in the Shade, Eric Carr comienza a padecer de Pericarditis, y lamentablemente murió el 24 de noviembre de 1991, curiosamente el mismo día que Freddie Mercury. Un año más tarde Kiss reaparece con Eric Singer, el cual rompía el esquema de la banda por sus facciones, cabello rubí
o, ojos azules una marcada diferencia con Peter, Eric y el resto de la banda, que se caracterizaban por tener cabellos y ojos de colores oscuros.
Inicia en Kiss en una época de renacimiento del metal y de nuevos estilos relacionados, en este momento Eric Singer completa la banda ya conformada por Paul Stanley, Gene Simmons y Bruce Kulick. El álbum Revenge fue lanzado en el año 1992, Kiss forma parte de este renacimiento y un nuevo baterista que impresionaba en su estilo. 
Esta nueva alineación de Kiss le permite renovar su estilo y cautivar en concierto, finalizando esta era de renacimiento del Metal, Kiss decide reunirse con sus exintegrantes, Ace Frehley y Peter Criss, esto tiene sus orígenes en una convención de Kiss en 1996 con guitarras acústicas, donde Peter Criss contacta a Gene Simmons y le afirma que asistirá. Eric Singer propone presentar a Peter Criss al público y hacerlo participar en el concierto.
Para finales del 1996 presentan MTV Unplugged, uno de los momentos más impactantes para todos los fanes de Kiss alrededor del mundo, donde estaban presentes Eric Singer y Peter Criss tocando la batería en el mismo escenario durante las últimas 2 canciones ("Nothin' To Lose" y "Rock And Roll All Night"). 
Esto finaliza con la reunión de Kiss, con sus 4 integrantes originales, Paul Stanley (voz y guitarra), Gene Simmons (bajo y voz), Ace Frehley (guitarra y voz) y Peter Criss (batería y voz) el cual deja a Bruce kulick y a Eric Singer fuera de la banda y con un último CD lanzado por Kiss llamado Carnival of Souls: The Final Sessions,  del cual no realizaron ninguna gira debido a que era un disco lanzado por obligación debido a un contrato que la banda tenía con la discográfica "Mercury".

### Avances Musicales

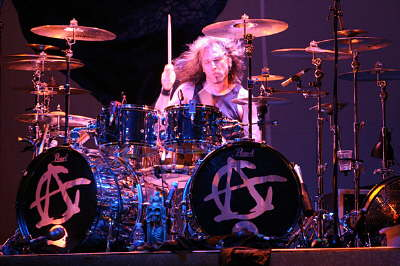
Eric Singer tocando con Alice Cooper

Hasta el momento ha formado parte de las siguientes bandas: ESP, Lita Ford, Badlands, Black Sabbath, Paul Stanley, Gilby Clarke, Kiss, Gary Moore, Glamnation, Alice Cooper, Avantasia, Queen en el concierto del Día del Rey del 2002 en Amsterdam, y The Brian May Band durante la gira Another World de 1998 (Eric se une a la banda posterior a la muerte de Cozy Powell, por lo que no participa en la grabación del disco).

### Su Retorno con Kiss
En enero de 2001 durante la gira "Farewell Tour", Eric Singer sustituye a Peter Criss durante un tramo de la gira, adoptando el maquillaje del gato y desde entonces estuvo un año, cuando Peter Criss decidió retornar a KISS, para grabar el Kiss Symphony: Alive lV.  En We're a Happy Family: A Tribute to Ramones  que es un álbum tributo a los Ramones de 2003 realizado por varios artistas se puede oir a Kiss y a Eric Singer, tocando la batería y cantando en Do you remember Rock & Roll Radio?.

### Actualidad
Tras la salida nuevamente de Peter Criss, en marzo de 2004, Eric Singer es invitado a regresar a Kiss nuevamente y esta sustitución definitiva es obviamente encarnando al personaje del Gato dejado por Peter Criss a su salida hasta la actualidad sigue encarnando al personaje ya mencionado, muchos aseguran que Peter Criss ya no volverá, poco se sabe, pero es seguro que ya no forma parte de Kiss.
En la actualidad ya es padre de un niño.

## Equipo y técnica
A Eric Singer se le puede observar usando baterías de diferentes configuraciones de la marca "Pearl" y platillos Zildjian. Tiene un estilo no tan veloz como el de Eric Carr sin que por ello, pueda decirse que no pueda hacerlo, ya que se puede observar tocando a Eric Singer a mayores velocidades (tal como lo hacía Eric Carr) en la gira en solitario de finales de los ochenta de Paul Stanley. Tampoco es comparable su estilo al considerado "clásico" de Peter Criss, más bien; se puede decir que su técnica es única y muy prolija. A inicios de los noventa su estilo era más pesado; dándole un toque más "heavy metal" a la banda; y logrando darle "punch" a viejos clásicos como "Firehouse". En su regreso en 2004; minimiza su estilo pesado ya que afirma que lo más importante en KISS, es lograr que la banda suene como tal; dejando de lado lucimientos personales y lo hace con gran profesionalidad.